# Paul Mauch
Paul Mauch (* 8. Mai 1897; † 15. Juli 1924) war ein deutscher Fußballspieler.

## Karriere

### Vereine
Mauch gehörte von 1915 bis 1921 zunächst dem FC Viktoria Feuerbach an, der sich am 1. Oktober 1919 mit Fusion in SV 1898 Feuerbach umbenannte, bevor er zur Saison 1921/22 vom VfB Stuttgart verpflichtet wurde.
In den vom Süddeutschen Fußball-Verband ausgetragenen Meisterschaften bestritt er im Bezirk Württemberg/Baden eine Spielzeit für die „Roten“ und zwei Spielzeiten – Vereinswechsel bedingt – für die „Blauen“; mit ihnen gewann er auf Anhieb die Kreismeisterschaft, die er in der Folgesaison erneut gewann. Im Endspiel um die Bezirksmeisterschaft 1923 unterlag man dem 1. FC Pforzheim nach Hin- und Rückspiel im Gesamtergebnis mit 1:4. In der Endrunde um die Süddeutsche Meisterschaft 1924 belegte er mit seiner Mannschaft hinter dem 1. FC Nürnberg und der SpVgg Fürth den dritten Platz.
Sein letztes großes Spiel bestritt er am 29. Juni 1924 auf dem Phönix-Platz in Karlsruhe gegen den Deutschen Meister aus Nürnberg; das Spiel um den Süddeutschen Pokal ging mit 0:1 verloren.

### Auswahl-/Nationalmannschaft
Als Spieler der Auswahlmannschaft des Süddeutschen Fußball-Verbandes nahm er in der Saison 1922/23 und 1923/24 am Wettbewerb um den Bundespokal teil. Beim 3:0-Halbfinalsieg am 11. November 1923 in Leipzig gegen die Auswahlmannschaft des Verbandes Mitteldeutscher Ballspiel-Vereine stand er im Tor. Beim 4:2-Sieg im Finale am 17. Februar 1924 gegen die Auswahlmannschaft des Norddeutschen Fußball-Verbandes musste er Heinrich Stuhlfauth den Vortritt lassen.
Sein einziges Länderspiel für die A-Nationalmannschaft bestritt er – durch die Verhinderung der zwei dominierenden Torhüter Heinrich Stuhlfauth und Theodor Lohrmann – am 23. April 1922 in Wien beim 2:0-Sieg über die Nationalmannschaft Österreichs. Mit ihm – bestechend durch seine Fangsicherheit und spektakulären Flugeinlagen – gewann zum ersten Mal eine DFB-Elf gegen eine Nationalmannschaft Österreichs. Bei dem überraschenden Erfolg vor 70.000 Zuschauern wurde ihm eine großartige Leistung an der Seite von Spielführer Adolf Jäger und Mittelläufer Hans Kalb bescheinigt. Zugleich war er mit diesem Einsatz der erste Nationalspieler des VfB Stuttgart.

## Erfolge
- Kreismeister Württemberg 1924, 1925

## Sonstiges
Der als Magazinverwalter tätige Mauch verstarb am 15. Juli 1924 unerwartet mit 27 Jahren.